# Armand Jammot
Ne doit pas être confondu avec Christophe Jammot.
Armand Jammot, né le 4 avril 1922 à Alfortville et mort le 19 avril 1998 à Châtenay-Malabry, est un journaliste, scénariste, producteur et dialoguiste français.

## Biographie
Fils unique d'un imprimeur-typographe, sa famille s'installe à Antibes en 1932. Il perd son père à l'âge de 12 ans. Sa mère, Henriette, se remarie et tient avec son conjoint un magasin de photo à Antibes. À 15 ans, il devient rédacteur en chef du journal de son lycée intitulé « Le Cancre ». Il obtient le baccalauréat à l'âge de 17 ans. Puis à cause de la déclaration de guerre de 1939, il doit interrompre ses études et part vivre chez ses grands-parents maternels qu'il définit comme étant de « petits commerçants, grands socialistes, libres penseurs, qui ont eu une forte influence sur moi. »
D'origine juive, Armand Jammot lit énormément pendant la guerre, prend le maquis et s'engage, en 1941, dans la Résistance,. Il débute en 1944 à la Libération dans le journalisme à Orléans, puis, l'année suivante, monte à Paris. En 1949 et 1950, il couvre le Tour de France pour un hebdomadaire. En 1951, il entre au journal L'Aurore puis, en 1954, à Europe 1. En 1955, il produit sa première émission sur les ondes : « Vous êtes formidables » et, l'année suivante, fonde et dirige le journal de Radio-Luxembourg.
Il débute comme producteur indépendant à la télévision en 1960 avec « Avis aux amateurs », animée par Pierre Sabbagh, une émission dont il a eu l'idée, où une personne présente à son domicile sa collection pendant que les téléspectateurs sont invités à l'aider à la compléter en téléphonant à SVP. L'émission sera diffusée jusqu'en 1970.
En 1961, il coproduit avec Pierre Sabbagh une deuxième émission appelée « L'Homme du XXe siècle ».
Puis il produit « La Bourse aux idées », Le mot le plus long (1965), ancêtre de Des chiffres et des lettres (1972), Les Dossiers de l'écran diffusés sur Antenne 2 pendant 24 ans, de 1967 à 1991, présentés par Joseph Pasteur de 1967 à 1980, et par Alain Jérôme, Aujourd'hui Madame de 1970 à 1982, Y a un truc, etc.
Produisant des émissions bon marché, les directeurs des chaînes de télévision, par souci d'économies, lui confient la production de nombreuses émissions. En 1975, il dispose de vingt-trois heures d'émissions par semaine, soit 35 % du volume global d'Antenne 2, de soixante-trois collaborateurs exclusifs et sept réalisateurs, occupant tout le troisième étage du 158, rue de l'Université. Il est alors le mieux rémunéré des 15 000 agents de l'ex-ORTF. 

### Vie privée
Armand Jammot a eu quatre enfants : une première fille, hors mariage : Juliette (1947), puis trois enfants avec sa première épouse : Maurice (1949), Florence (1951) et Sylvie (1953). 
Il finira sa vie marié à Josette.